# Зентара, Пётр
Пётр Зентара (пол. Piotr Ziętara; род. 22 ноября 1988) — польский хоккеист.

## Биография
Пётр Зентара родился 22 ноября 1988 года в семье хоккеиста Валенты Зентары. Воспитанник хоккейного клуба «Подхале» Новы-Тарг. Занимался также в хоккейной школе в Сосновце, в сезоне 2006/07 дебютировал за команду школы во второй лиге Польши. С 2007 по 2011 год выступал в высшей лиге страны за «Подхале», в 2010 году стал чемпионом Польши. В 2008 и 2009 годах становился бронзовым призёром чемпионата. Выступал Пётр Зентара также за юниорскую и молодёжную сборную Польши на чемпионатах мира.
В 2010 году прервал карьеру игрока для того, чтобы заняться бизнесом. В 2011 году тренировался с командой «КТХ Криница», однако команду лишили профессиональной лицензии. В сезоне 2011/12 возобновил карьеру, вернувшись в «Подхале». Сезон 2012/13 начинал в «Краковии», однако затем вновь вернулся в «Подхале». Сезон 2013/14 провёл в «Подхале», после чего завершил карьеру игрока.